# Corynoptera venerata
Corynoptera venerata är en tvåvingeart som beskrevs av Hans-Georg Rudzinski 1994. Corynoptera venerata ingår i släktet Corynoptera och familjen sorgmyggor.
Artens utbredningsområde är Tyskland. Inga underarter finns listade i Catalogue of Life.